# Nagezahn

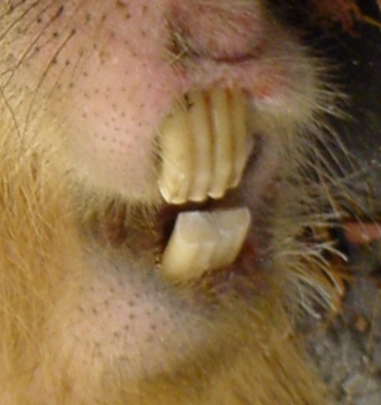
Gefurchte Nagezähne eines Capybaras

Nagezähne sind paarweise im Ober- und Unterkiefer stehende,
lange, meißelförmige, dauerwachsende Schneidezähne verschiedener Säugetiere.
Sie sind mehrmals unabhängig voneinander entstanden und finden sich bei Nagetieren, Hasenartigen, Fingertieren, den Tillodontia, Wombats und den Multituberculata.
Als Anpassung an ihre Ernährungsweise hat sich bei diesen Gruppen der Vorderteil des Gebisses zu einem Nagegebiss entwickelt, das sich neben dem Vorhandensein von Nagezähnen meist durch das Fehlen von Eckzähnen auszeichnet.
Dadurch kommt es zur Bildung einer weiten zahnfreien Lücke zwischen Nage- und Kaugebiss.
Die oberen Nagezähne bilden einen rechtwinkligen, einen stumpfen oder einen spitzen Winkel mit dem Schädel.
Nagezähne sind meist sehr kräftig, und ihre Krone geht ohne Hals in die Wurzel über. Das Dauerwachstum wird dadurch ermöglicht, dass die Pulpahöhle zum Zahnfach hin weit offen ist. Die Vorderseite der Nagezähne ist dick mit Zahnschmelz überzogen. Dadurch schleift sie sich im Gebrauch weniger ab als die Hinterseite, deren Zahnschmelz fehlt oder dünn ist.
Durch die begrenzte Abnutzung kommt es zum selbständigen Nachschärfen der Scherkanten.
Ein Nagetrieb sorgt für eine dem Wachstum angeglichene Abnutzung.
Dieser Trieb ist neurologisch gesehen nicht mit dem Fressverhalten verbunden und lässt sich durch Reizung des mediolateralen Thalamus auslösen.
Nagezähne dienen dem Benagen harter Nahrung und bei grabenden Tieren dem Lockern des Erdreichs.
Sie können als pinzettenartige Greifzähne genutzt werden, und das Benagen von Gegenständen ist Teil des Erkundungsverhaltens. Die Entwicklung der Nagezähne bei Nagetieren und Hasenartigen steht vermutlich mit der Verkleinerung des Nasenspiegels, der Bildung der Narialkissen und dem Verlust des Stöberns, des Durchwühlens des Bodens mit der Schnauze, in Verbindung.

## Ausprägungen des Nagegebisses
Das Nagegebiss ist bei den verschiedenen systematischen Gruppen unterschiedlich ausgeprägt:
- Bei den Nagezähnen der Nagetiere handelt es sich entwicklungsgeschichtlich um die zweiten Schneidezähne des Milchgebisses. Sie sind nur auf der Vorderseite mit Schmelz überzogen. Weitere Schneidezähne und Eckzähne fehlen.[6]
- Bei den Nagezähnen der Hasenartigen handelt es sich ebenfalls um die zweiten Schneidezähne des Milchgebisses. Sie sind vollständig mit Schmelz überzogen, der jedoch auf der Rückseite sehr dünn ist. Hinter jedem oberen Nagezahn befindet sich ein kleiner, zu einem Stiftzahn ausgebildeter Schneidezahn. Weitere Schneidezähne und Eckzähne fehlen. Die Nagezähne der Hasenartigen werden niemals zum Graben benutzt.[9]
- Bei den Fingertieren sind die als Nagezähne ausgebildeten vier Schneidezähne nur auf der Vorderseite mit Schmelz überzogen. Eckzähne fehlen bei erwachsenen Tieren.[10]
- Bei den Nagezähnen der Tillodontia handelt es sich um die zweiten Schneidezähne. Daneben sind weitere Schneidezähne sowie Eckzähne vorhanden.[11]
- Bei den Wombats sind die als Nagezähne ausgebildeten vier Schneidezähne nur auf der Vorderseite mit Schmelz überzogen. Eckzähne fehlen.[12]
- Bei den oberen Nagezähnen der Multituberculata handelt es sich um die zweiten Schneidezähne. Wie die unteren Nagezähne sind sie nur auf der Vorderseite mit Schmelz überzogen. Daneben sind weitere obere Schneidezähne und bei frühen Vertretern der Gruppe obere Eckzähne vorhanden.[13]

Zusammen mit einigen ausgestorbenen Formen bilden Nagetiere und Hasenartige die Verwandtschaftsgruppe der Glires, und ihr Nagegebiss wird als gemeinsam abgeleitetes Merkmal gewertet.
Dass derart funktionell wichtige Zähne wie die Nagezähne nicht während der Ontogenese ersetzt werden können, wird als Erklärung für das Fehlen eines Zahnwechsels bei den Glires angesehen.

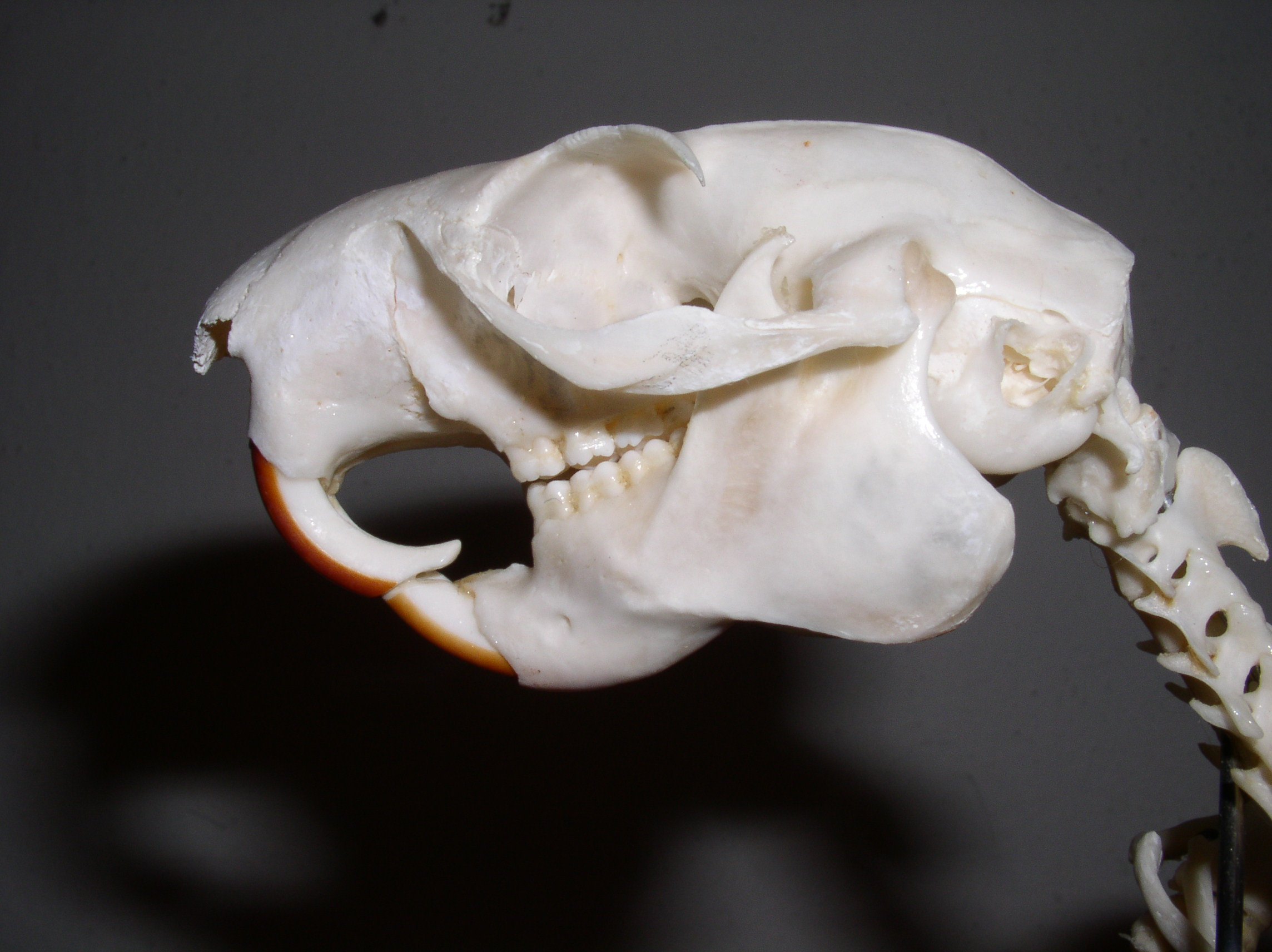
Schädel eines Riesenhörnchens
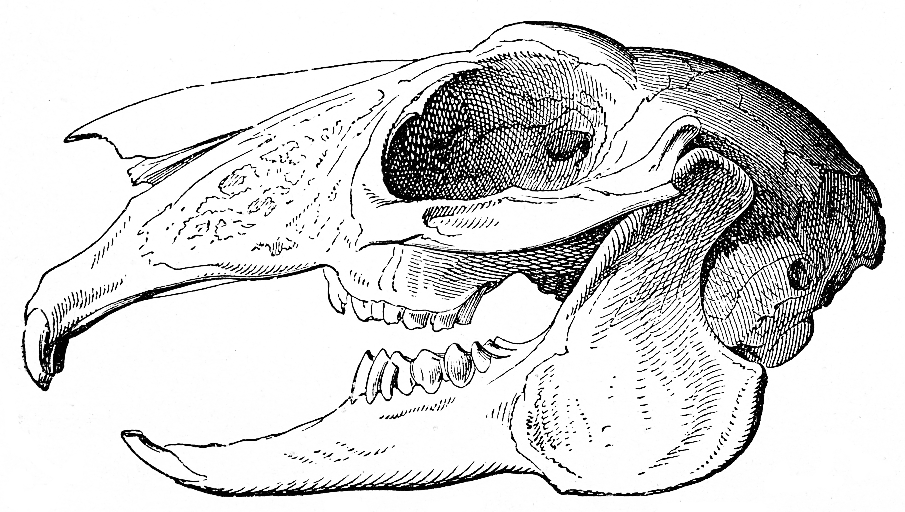
Schädel des Feldhasen
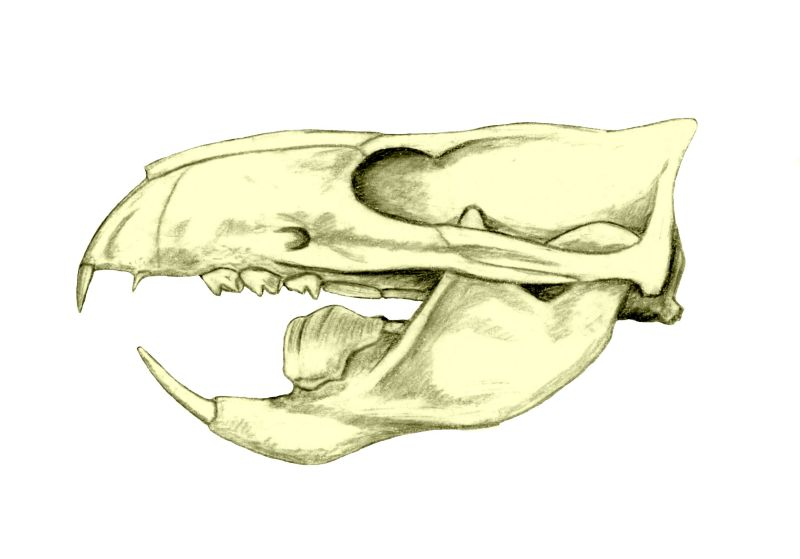
Schädel von Ptilodus (Multituberculata)

## Fehlentwicklungen der Nagezähne

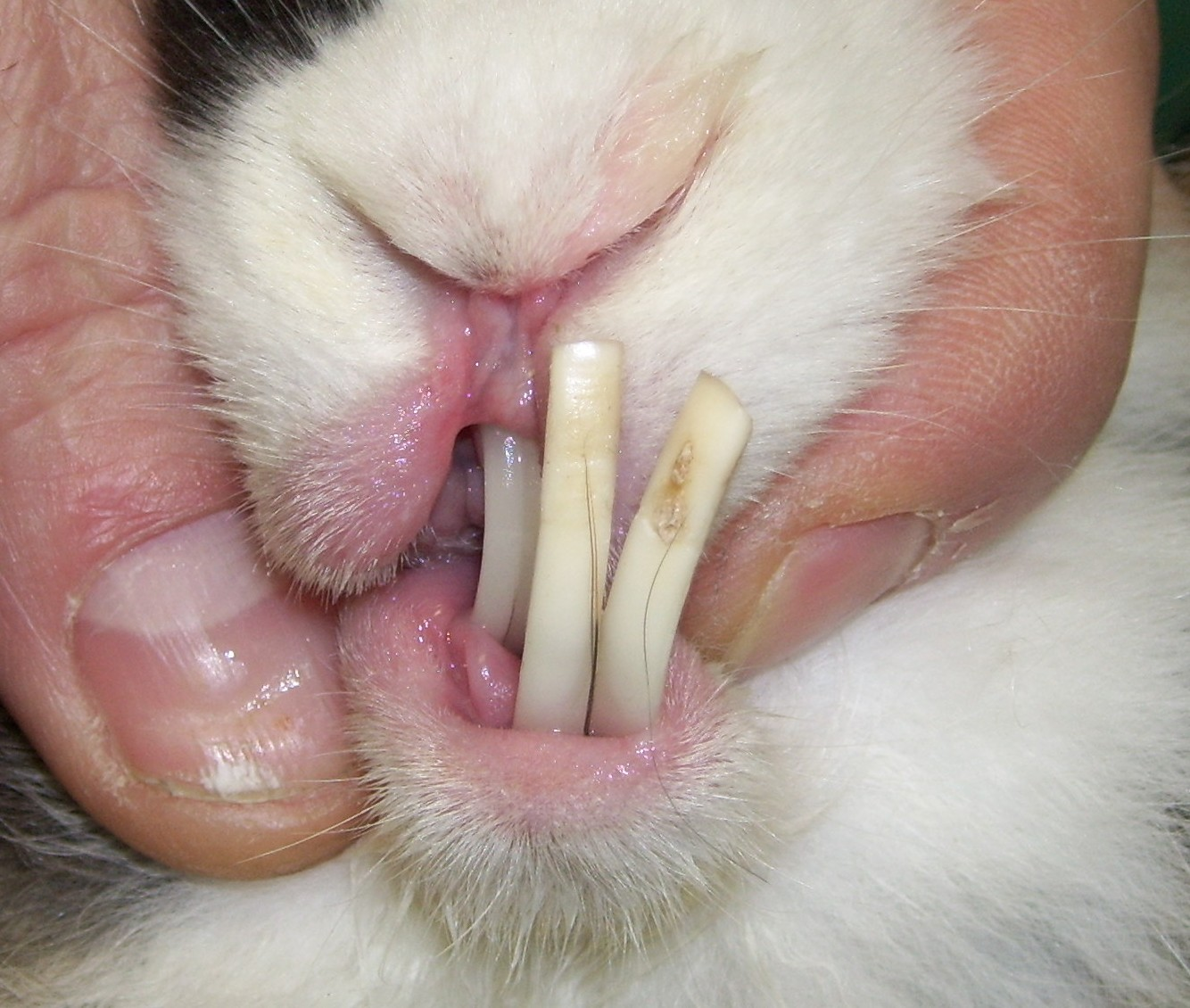
Abnormes Wachstum der Nagezähne bei einem Zwergkaninchen mit Hechtgebiss

Verschiedene Ursachen können zur Fehlentwicklung der Nagezähne führen. Durch eine Zahnfehlstellung oder durch das Fehlen einzelner Zähne schleifen sich diese nicht mehr aneinander ab. Dadurch wachsen die Nagezähne des Oberkiefers spiralförmig in den Mundwinkel hinein, während die des Unterkiefers stoßzahnartig nach vorn-oben wachsen. Infolge der erschwerten Nahrungsaufnahme kommt es zu einer Abnahme des Körpergewichts.
Zu den genetischen Ursachen einer Zahnfehlstellung gehört das Hechtgebiss, bei dem durch eine Verkürzung des Oberkiefers die unteren Nagezähne vor den oberen stehen. Erworbene Fehlstellungen können auf einen nicht optimal verheilten Knochenbruch des Ober- oder Unterkiefers,
Wachstumsstörungen und Entzündungen im Bereich der Backenzahnwurzeln (retrogrades Wachstum)
oder auf mechanischen Druck wie beim Nagen am Gitter zurückzuführen sein. Die oberen Nagezähne können zudem im Alter ausfallen.
Fehlentwickelte Nagezähne werden extrahiert oder auf ihre funktionelle Länge gekürzt, idealerweise mit einer Diamantscheibe. Die Korrektur ist fast immer ohne Sedierung oder Narkose möglich. In der Regel ist lebenslang eine regelmäßige Kontrolle und Korrektur notwendig.